# Schronisko PTTK „Zygmuntówka” na Przełęczy Jugowskiej
Schronisko PTTK „Zygmuntówka” im. Zygmunta Scheffnera – schronisko górskie w Sudetach Środkowych w Górach Sowich w woj. dolnośląskim. Położone jest na wysokości 740 m n.p.m.

## Położenie
Obiekt stoi na północno-zachodnim stoku Rymarza. Schronisko znajduje się powyżej dolnej stacji wyciągu narciarskiego na stoku Rymarza. Obok jest weekendowa stacja GOPR.

## Historia
Powstało w 1926 jako Henkelbaude dzięki Towarzystwu Sportów Zimowych z Bielawy – w tym celu zaadaptowano dawne baraki mieszkalne. Patronem schroniska został Hermann Henkel, pochodzący z Bielawy nauczyciel, sekretarz i przewodniczący Towarzystwa Sowiogórskiego (Eulengebirgsverein), zasłużony dla rozwoju turystyki w Górach Sowich. Po wojnie zostało uruchomione dopiero w 1956 dzięki inicjatywie Zygmunta Scheffnera (obecnie jest jego patronem). Na początku lat 60. XX wieku częściowo je przebudowano i zwiększono liczbę miejsc do 44.

## Architektura
Obiekt jest piętrowy, o konstrukcji murowano-drewnianej z dwuspadowym dachem w stylu tyrolskim. Hol wejściowy znajduje się w parterowej przymurówce, przylegającej do głównej części schroniska – znajduje się tam m.in. świetlica. Jest to jedno z nielicznych schronisk przedwojennych, które ocalało po dewastacji i nadal funkcjonuje – jako jedyne z trzech dawnych schronisk w okolicy Przełęczy Jugowskiej.

## Szlaki turystyczne
- piesze

 fragment Głównego Szlaku Sudeckiego z Wielkiej Sowy przez Kalenicę do Srebrnej Góry
 Przełęcz Sokola – parking nad Sokolcem – Lisie Skały – Grabina – Koziołki – Rozdroże pod Kozią Równią – Schronisko PTTK „Zygmuntówka” – Bielawska Polana
 z Ludwikowic Kłodzkich do Pieszyc
- narciarski

 Schronisko PTTK „Zygmuntówka” – Schronisko PTTK „Andrzejówka”